# Trung tâm lịch sử Sighişoara
Trung tâm lịch sử Sighisoara là khu thành cổ có tính lịch sử ở trung tâm thành phố Sighişoara (tiếng Hungary: Segesvár), România. Khu thành cổ này được những người Saxon tới định cư, xây dựng trong thế kỷ thứ 12 dưới tên latin Castrum Sex. Đó là khu thành có người cư ngụ từ thời trung cổ, đã được UNESCO đưa vào danh sách di sản thế giới năm 1999, vì bằng chứng lịch sử và văn hóa trên 850 năm của những người Saxon ở vùng Transilvania.
Là nơi sinh của Vlad III Ţepeş, cũng gọi là Dracula, thành phố Sighişoara (tiếng Đức: Schaessburg) là nơi hàng năm diễn ra lễ hội thời trung cổ với việc trình bày các nghệ thuật, nghề thủ công xen lẫn với nhạc rock và trình diễn kịch nghệ.
Thành phố đánh dấu ranh giới phía trên của Vùng Saschen (nơi các người Đức từ vùng Sachsen hoặc Luxembourg lập nghiệp ở miền trung Romania trong thế kỷ thứ 12). Cũng giống như thành phố anh em lớn hơn là Sibiu (tiếng Đức: Hermannstadt - thủ đô văn hóa châu Âu năm 2007) và thành phố Braşov (tiếng Đức: Kronstadt), Sighişoara phô bày nền kiến trúc tiêu biểu của Đức thời trung cổ. Trong thời cộng sản, khu vực Đức này được bảo tồn và kiến trúc nguyên thủy vẫn nguyên vẹn.